# فنون القتال المختلطة للسيدات
بينما تُعتبر الفنون القتالية المختلطة رياضة يهيمن عليها الرجال، إلا أنها تضم أيضًا مقاتلات محترفات. في اليابان، تشمل المنافسات النسائية منظمات مثل جويلز العميقة (بالإنجليزية: DEEP Jewels)، بينما كانت هناك منظمات سابقة توقفت عن العمل مثل فالكيري (بالإنجليزية: Valkyrie) وسماك غيرل (بالإنجليزية: Smackgirl).
أما في الولايات المتحدة، فتتضمن المنظمات الاحترافية التي تسمح بمشاركة النساء كلًا من بطولة القتال النهائي (UFC)، والمنظمة النسائية بالكامل بطولة إنفيكتا للقتال، بالإضافة إلى تحالف القيامة للقتال (بالإنجليزية: Resurrection Fighting Alliance)، وبطولة بيلاتور للقتال (بالإنجليزية: Bellator Fighting Championships)، وبطولة ليجاسي للقتال (بالإنجليزية: Legacy Fighting Championship). ومن بين المنظمات السابقة التي استضافت منافسات نسائية قبل توقفها سترايك فورس (بالإنجليزية: Strikeforce) وإيليت إكس سي (بالإنجليزية: EliteXC).
شهدت رياضة الفنون القتالية المختلطة النسائية زيادة في شعبيتها، ويرجع ذلك جزئيًا إلى بروز مقاتلات بارزات مثل أماندا نونيز، ميغومي فوجي، جينا كارانو، روندا روزي، ميشا تيت، هولي هولم، أليكسا جراسو، ويونا يندريشيتشك، وغيرهن. برزت جينا كارانو كواحدة من أشهر المقاتلات، حتى أُطلق عليها لقب "وجه الفنون القتالية المختلطة النسائية" بعد مشاركتها في العديد من فعاليات إيليت إكس سي. كما ساهمت شهرتها في زيادة الاهتمام بالرياضة، خاصة بعد ظهورها في برنامج المحاربون الأمريكيون (بالإنجليزية: American Gladiators)، الذي أعادت إنتاجه شركة إم جي إم تيليفجن (بالإنجليزية: MGM Television) عام 2008.
قرار منظمة بطولة القتال النهائي بالسماح بمشاركة النساء، والذي كان يهدف إلى الترويج للمقاتلة المهيمنة روندا روزي، يُعتبر من الأسباب الرئيسية التي ساعدت في نشر الفنون القتالية المختلطة النسائية إلى الجمهور العام. في عام 2015، أصبحت روزي أول مقاتلة في تاريخ بطولة القتال النهائي والفنون القتالية المختلطة تفوز بجائزة أفضل مقاتل في حفل جوائز إي إس بي واي المقدم من شبكة إي إس بي إن، متفوقة على ملاكمين بارزين مثل فلويد مايويذر جونيور.

## التاريخ
في اليابان، تم توثيق المنافسات النسائية في الفنون القتالية المختلطة منذ منتصف التسعينيات. وتحت تأثير المصارعة النسائية المحترفة والكيك بوكسينغ، تم تأسيس منظمة سماك غيرل عام 2001، وأصبحت المنظمة الكبرى الوحيدة المخصصة بالكامل لمنافسات السيدات في هذه الرياضة. ومن بين المنظمات اليابانية النسائية الأخرى التي حققت نجاحًا في وقت مبكر ليديز ليجند برو-ريسلينغ، وريميكس (وهي المنظمة السابقة لـسماك غيرل)، وبطولة يو-توب)، وكي-غريس، وإيه إكس.

## صعود الفنون القتالية المختلطة النسائية
كانت روندا روزي من أبرز المقاتلات اللاتي ساهمن في زيادة شعبية الفنون القتالية المختلطة النسائية. عندما وقّعت عقدًا مع بطولة القتال النهائي (UFC) في عام 2012، لم تكن نزالات السيدات تحظى بشعبية كبيرة، كما لم تكن تُعتبر رياضة مناسبة للنساء. ومع ذلك، تمكنت روزي من تغيير هذه النظرة وإثبات خطأ دانا وايت، رئيسة يو إف سي، التي كانت قد صرّحت سابقًا بعدم نيتها إدراج المقاتلات في المنظمة.

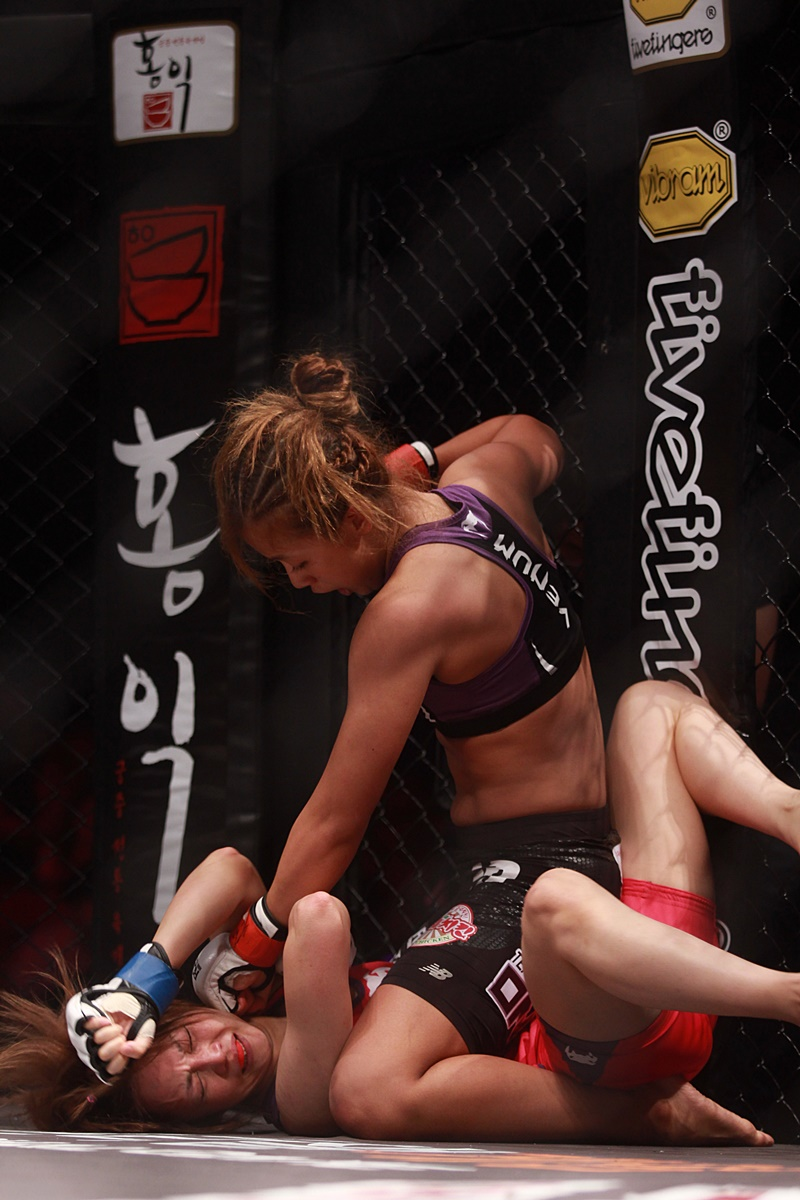

سرعان ما أصبحت روزي الوجه الأبرز ليو إف سي وأعلى المقاتلين أجرًا لفترة طويلة. وبالإضافة إلى إنجازاتها في الفنون القتالية المختلطة، كانت روزي حائزة على ميدالية أولمبية، كما فازت بميداليتين ذهبيتين متتاليتين في بطولة بان أمريكا. وقد أثارت شخصيتها الجذابة ومهاراتها المتميزة إعجاب الكثيرين، مما ساهم في جذب المزيد من الجماهير إلى الفنون القتالية المختلطة النسائية. ومع مرور الوقت، أصبحت المقاتلات في هذه الرياضة يحققن شعبية متزايدة ويحصلن على نسب مشاهدة أكبر يومًا بعد يوم.

### أمريكا الشمالية
في الولايات المتحدة، قبل النجاح الكبير الذي حققه برنامج المقاتل النهائي (بالانجليزية: The Ultimate Fighter)، والذي ساهم في انتشار الفنون القتالية المختلطة في وسائل الإعلام السائدة، لم يكن هناك اهتمام كبير بالمنافسات النسائية. من بين المنظمات الأولى التي سمحت بمشاركة النساء هي بطولة القتال الدولية (بالانجليزية: International Fighting Championships)، سوبر براول (بالانجليزية: SuperBrawl)، ملك القفص (بالانجليزية: King of the Cage)، الغضب في القفص (بالانجليزية: Rage in the Cage)، حلبة القتال (بالانجليزية: Ring of Combat)، بطولة باس روتن (بالانجليزية: Bas Rutten Invitational)، وهوكن شوت (بالانجليزية: HOOKnSHOOT). أقيمت أول منافسة نسائية مسجلة في الولايات المتحدة في بطولة القتال الدولية 4 (IFC 4) بين بيكي ليفي وبيتي فاغان في 28 مارس 1997. تبع ذلك بطولة نسائية مكونة من أربع مقاتلات نظمتها لجنة الملاكمة والمصارعة في لويزيانا في 5 سبتمبر 1997 بمدينة باتون روج.
في عام 2002، نظّمت هوكنشوت حدثًا نسائيًا كاملًا تحت اسم "الثورة"، وتصدرت النزال كل من ديبي بورسيل وكريستين فان فليت. وفي عام 2005، أقامت المنظمة بطولة نسائية ليوم واحد فقط، شاركت فيها جولي كيدزي، جان فيني، وليزا إليس. بحلول منتصف الألفينات، بدأت التغطية الإعلامية للمنافسات النسائية في الازدياد مع قيام منظمات مثل سترايك فورس، إيليت إكس سي، بطولة بيلاتور للقتال (بالانجليزية: Bellator Fighting Championships)، وشارك فايتس بدعوة النساء للتنافس. بعد استحواذ زوفا على سترايك فورس في مارس 2011، ظهرت تكهنات كثيرة حول مستقبل المنافسات النسائية من حيث أهميتها وشعبيتها.
كانت الخطوة التالية هي إدراج منافسات السيدات في بطولة القتال النهائي (UFC)، إلا أن رئيس المنظمة دانا وايت كان مترددًا، حيث صرّح قائلًا: "لا يوجد عدد كافٍ من المقاتلات لإنشاء فئة خاصة بهن." ومع ذلك، غيّر رأيه لاحقًا، وعزا دخول النساء إلى UFC بالكامل إلى روندا روزي.
في أواخر العقد الأول من القرن الحادي والعشرين، شهدت المكسيك أول نزال نسائي في الفنون القتالية المختلطة في البلاد. حيث نظمت منظمة التحدي النهائي للمحاربين - المكسيك (بالإنجليزية: Ultimate Warrior Challenge Mexico - UWC) في 30 مايو 2009 حدثًا تحت اسم UWC: Furia Cacharilla، والذي شهد أول نزال نسائي في تاريخ الفنون القتالية المختلطة المكسيكية، حيث تنافست كل من مارغريتا دي لا كروز راميريز وكريستينا ماركس، وفازت راميريز عبر الإخضاع.

### أوروبا وآسيا
في أوروبا، استضافت بعض المنظمات الكبرى منافسات نسائية محدودة، من بينها إتس شو تايم، شوتو أوروبا وكايج ووريرز في المملكة المتحدة. كما تعد إم-1 جلوبال إحدى المنظمات الرائدة في روسيا والتي تستضيف نزالات نسائية.
أما في آسيا، فتُعتبر بطولة ون (بالإنجليزية: ONE Championship) المنظمة الرائدة في الفنون القتالية المختلطة، حيث تنظم العديد من النزالات النسائية الاحترافية.

### أفريقيا
شهدت أفريقيا أول نزال احترافي للسيدات في الفنون القتالية المختلطة في جوهانسبرغ، جنوب أفريقيا عام 2015. حيث تمكنت المقاتلة الجنوب أفريقية دانيلّا إلياسوف من هزيمة المقاتلة المجرية زيتا فارجو عبر الإخضاع في الجولة الأولى.

## الإنجازات البارزة
أقيم أول نزال نسائي في الفنون القتالية المختلطة في الولايات المتحدة بتاريخ 28 مارس 1997، تحت تنظيم بطولة القتال الدولية، حيث تنافست بيكي ليفي ضد بيتي فاغان.
أصبحت منظمة سترايك فورس أول منظمة كبرى في الولايات المتحدة تستضيف نزالًا نسائيًا كحدث رئيسي، وذلك في 15 أغسطس 2009. حيث واجهت جينا كارانو المقاتلة كريستياني سانتوس، المعروفة باسم كريس سايبورغ. جذب هذا النزال 856,000 مشاهد، وحقق سانتوس الفوز، مما جعلها أول بطلة في فئة 145 رطلاً للسيدات في سترايك فورس.
في أوائل 2012، تأسست بطولة إنفيكتا للقتال كواحدة من أولى المنظمات الكبرى المخصصة بالكامل للفنون القتالية المختلطة النسائية.
في نوفمبر 2012، أصبحت روندا روزي أول مقاتلة توقع عقدًا مع بطولة القتال النهائي، وتم منحها لقب بطلة فئة وزن البانتام للسيدات. دافعت عن لقبها بنجاح في أول نزال نسائي في تاريخ يو إف سي ضد ليز كارموش في حدث يو إف سي 157.
شهدت ليلة ختام برنامج المقاتل النهائي 17 في 13 أبريل نزالًا بين ميشا تيت وكات زينجانو.
في 11 ديسمبر 2013، وقّعت UFC عقود 11 مقاتلة لإنشاء فئة 115 رطلاً (ستروويت). شاركت المقاتلات في الموسم العشرين من برنامج المقاتل النهائي، حيث تُوجت الفائزة كأول بطلة في هذه الفئة. من بين المشاركات: فيليس هيريغ، كلوديا جاداليا، تيشيا توريس، بيك هايات، جوان كالدروود، وكارلا إسبارزا، بطلة فئة وزن القش في منظمة إنفيكتا FC، بالإضافة إلى العديد من المقاتلات الأخريات.
أصبحت كارلا إسبارزا أول بطلة في فئة وزن القش (115 رطلاً) في يو إف سي، بعد فوزها على روز ناماجوناس في نهائي برنامج المقاتل النهائي: سيتوج بطل (The Ultimate Fighter: A Champion Will Be Crowned).
خسرت إسبارزا لقبها أمام يونا يندريشيتشك في حدث يو إف سي 185.

## أهم اللحظات في تاريخ الفنون القتالية المختلطة النسائية
شهدت الفنون القتالية المختلطة النسائية العديد من اللحظات المهمة التي ساهمت في تطورها وانتشارها.
من أبرز هذه اللحظات قرار بطولة بيلاتور إضافة بطولات نسائية، حيث وفر ذلك منصة للمقاتلات في الفئات الوزنية الأصغر للحصول على فرصة للظهور والبروز في المنافسات المتلفزة. كان فوز روندا روزي باللقب من اللحظات الحاسمة، إذ كان لهذا الإنجاز تأثير كبير على العديد من النساء اللواتي يرغبن في دخول هذه الرياضة.
من النزالات البارزة أيضًا، المواجهة بين جينا كارانو وكريس سايبورغ، حيث كان هذا أول نزال نسائي كبير في تاريخ الفنون القتالية المختلطة، وأول مرة يتصدر فيها نزال نسائي بطاقة قتالية رئيسية.
تأسيس منظمة إنفيكتا FC كان حدثًا محوريًا، حيث أصبحت المنظمة بمثابة البيت الأول للمقاتلات المحترفات، مما أتاح لهن التنافس بشكل منتظم في فئاتهن الوزنية المناسبة.
من اللحظات المهمة أيضًا، قيام برايم تايم ببث أول بطاقة قتالية للفنون القتالية المختلطة على التلفزيون الوطني، مما ساهم في تعزيز انتشار الرياضة على نطاق واسع.

## الخلافات وقضايا الأجور في الفنون القتالية المختلطة النسائية
منذ بداية مشاركة النساء في الفنون القتالية المختلطة، كان دورهن محل جدل ونقاش واسع. فقد اعتبر بعض المراقبين المنافسات النسائية مجرد عرض استعراضي أو موضوعًا محظورًا في بعض الأوساط.
ومع ذلك، ازدادت شعبية نزالات الفنون القتالية المختلطة بين النساء بشكل ملحوظ. وطالبت العديد من المقاتلات بتمثيل أفضل وتسويق أكثر إنصافًا. فعلى سبيل المثال، كان متوسط أجر المقاتلات 15,000 دولار للنزال، مقارنةً بـ 38,000 دولار للمقاتلين الرجال، مما أدى إلى إحباط العديد من المقاتلات بسبب الفجوة في الأجور.
في عام 2019، تحدثت المقاتلة بايج فانزانت عن عدم المساواة في الأجور، قائلة إنها تريد المزيد من المال مقابل "مواصلة النزيف والتضحية من أجل هذه الرياضة". كما رفعت لاعبات كرة القدم في الولايات المتحدة قضايا قانونية بسبب الفارق الكبير في الأجور بين الرجال والنساء.
خلال حدث يو إف سي 241، حصل أعلى مقاتل أجرًا على 700,000 دولار، بينما حصلت أعلى مقاتلة أجرًا على 30,000 دولار فقط، وفقًا لإحصائيات FINCHANNEL. في عام 2020، كانت أماندا نونيز هي المقاتلة الأعلى دخلًا، حيث حصلت على 350,000 دولار، بالإضافة إلى 100,000 دولار مكافأة الفوز. في المقابل، حصل كونور ماكغريغور على ما يقارب 3 ملايين دولار عن كل نزال، بينما كان أليستير أوفريم يتقاضى 800,000 دولار عن كل قتال.
في البداية، صرح دانا وايت، رئيس منظمة يو إف سي، بأنه "لن يسمح أبدًا للنساء بالمنافسة في منظمته". ولكن بعد ملاحظته للإقبال الكبير على نزالات السيدات، غير موقفه واعترف بأن المقاتلات يتمتعن بمهارات عالية.
ومع تزايد شعبية المقاتلات، بدأت المطالبات بزيادة الأجور تتزايد، حيث أن إمكانات الكسب لدى النساء تنمو مع زيادة الاعتراف بهن وجذبهن للمزيد من المشاهدين. وعلى الرغم من التقدم الذي تحقق، لا يزال المقاتلون الذكور مثل كونور ماكغريغور يجذبون جماهير أوسع ويحصلون على أجور أعلى. ومع ذلك، يبدو أن المسألة مسألة وقت فقط حتى تحقق النساء مساواة كاملة في الشعبية والأجور.